# به‌صف‌کشی ول دیو
به‌صف‌کشی ول دیو (به فرانسوی: Rafle du Vel' d'Hiv) – مخفف Rafle du Vélodrome d'Hiver به معنای «به‌صف‌کشی ولودروم زمستانی» که اشاره به مکانی برای بازی‌های سربسته زمستانی دارد– اشاره به رویدادی در روزهای ۱۶ و ۱۷ ژوئیه ۱۹۴۲ دارد که در آن پلیس فرانسه اقدام به بازداشت و به‌صف‌کشی ۱۳٬۱۵۲ یهودی، از جمله بیش از ۴٬۰۰۰ کودک، و سپس تسلیم آن‌ها به آلمان نازی کرد. در این اقدام، که نمونه ای از تلاش‌ها برای حل مسئله یهود هم در مناطق اشغالی فرانسه و هم در منطقه آزاد بود، بازداشت‌شدگان در استادیومی واقع در پاریس تحت شرایط ازدحامی بسیار و بدون هیچ گونه غذا یا دسترسی به سرویس‌های بهداشتی به‌صف‌کشیده شدند و به همراه دیگر زندانیان در مکان‌هایی چون اردوگاه‌های درانسی و بن-لا-رولاند توسط قطارهای حمل دام برای کشتار جمعی به اردوگاه آشویتس فرستاده شدند.
در سال ۱۹۹۵، ژاک شیراک رئیس‌جمهور وقت فرانسه از نقشی که پلیس فرانسه در همدستی با آلمان‌ها در این رویداد داشت پوزش خواست. در ۲۰۱۷ نیز، امانوئل مکرون به‌طور مشخص به مسئولیت دولت فرانسه در به‌صف‌کشی‌ها و نیز هولوکاست در آن کشور اذعان کرد.